# Романов, Иван Семёнович
Иван Семёнович Романов (25 сентября 1894, Сергач, Нижегородская губерния — 6 ноября 1942) — советский разведчик. Полковник (1939).

## Биография
Из семьи рабочих. Член ВКП(б) с 1918 года. В РККА с 1919 года.

### Образование
Окончил церковно-приходскую школу (1917), Школу советской работы при ВЦИК в Москве (1919), Лекторские курсы при Университете им. Артема в Харькове (1923), военное отделение Курсов усовершенствования высшего начальствующего состава РККА (1925—1926), Восточный факультет Военной академии им. М. В. Фрунзе (1929—1931).

### На военной службе
На военной службе с 1915. Участник Первой мировой войны. Старший унтер-офицер. В 1917 году был избран командиром отдельного батальона.
Участник Гражданской войны (1919, 1921). Военком 7-го / 430-го полка (октябрь 1919 — март 1920), помощник военкома 143-й бригады, военком 142-й бригады 48-й стрелковой дивизии (март — ноябрь 1920), начальник инструкторского отдела Политотдела 6-й армии, военком 15-й дивизии (ноябрь 1920 — ноябрь 1923), помощник военкома 17-й, 14-й дивизий (ноябрь 1923 — октябрь 1924), помощник начальника орготдела Политического управления Московского ВО (октябрь 1924 — сентябрь 1925).
Помощник начальника, начальник Управления территориального округа Москвы и Московской губернии (апрель 1926 — август 1929).
В Разведывательном управлении Штаба РККА: в распоряжении (май 1931— февраль 1935), генеральный консул СССР в Герате (1932—1934). Помощник начальника 1-го (оперативного) отдела (февраль 1935 — февраль 1936), начальник разведывательного отдела (февраль 1936 — март 1937) штаба Сибирского военного округа, начальник разведотдела штаба Приморской группы войск, 1-й Отдельной Краснознаменной армии (март 1937 — июль 1938).
В запасе (июль 1938 — апрель 1939).
Преподаватель Специального факультета Военной академии им. М. В. Фрунзе (апрель 1939 — сентябрь 1940). С сентября 1940 года — старший преподаватель кафедры разведки Высшей специальной школы Генерального Штаба РККА.
Участник Великой Отечественной войны. Начальник отдела по укомплектованию и службе войск Волховского фронта.
Погиб в бою.

## Награды
- Орден Красного Знамени.